# Monique Denyse Pelletier
Monique Denyse Pelletier wcześniej Monique Denyse Bédier (ur. 25 lipca 1926 w Trouville-sur-Mer) – francuska prawniczka, polityczka Unii na rzecz Demokracji Francuskiej.

## Działalność polityczna
W okresie od 10 stycznia 1978 do 11 sierpnia 1978 była sekretarzem stanu w ministerstwie sprawiedliwości w drugim i trzecim rządzie Barre’a. Następnie była ministrem delegowanym ds. sytuacji kobiet, a od 18 lutego 1980 do 4 marca 1981 ministrem delegowanym ds. rodziny i sytuacji kobiet w trzecim rządzie Barre’a. Od 2000 do 2004 była sędzią Rady Konstytucyjnej.

## Odznaczenia
- 1990 – Oficer Legii Honorowej[4]
- 1998 – Komandor Orderu Narodowego Zasługi[1]
- 2007 – Komandor Legii Honorowej[4]
- 2010 – Wielki Oficer Orderu Narodowego Zasługi[1]
- 2013 – Wielki Oficer Legii Honorowej[5]
- 2017 – Krzyż Wielki Legii Honorowej[6]